# Piazza del Popolo (Ascoli Piceno)
La Piazza del Popolo es una importante plaza de estilo renacentista situada en la ciudad italiana de Ascoli Piceno. Debe su nombre al Palazzo dei Capitani del Popolo, uno de los principales edificios históricos situados en la zona, con su destacable torre almenada medieval, al lado del histórico Caffè Meletti.
El historiador Antonio Rodilossi la describe como «una de las plazas más armoniosas de Italia, isla peatonal y corazón del centro histórico.» Es definida a menudo como el salotto cittadino ("salón de la ciudad") y es el lugar por excelencia de encuentro y paseo de los habitantes de Ascoli.

## Historia
A lo largo de la historia de la ciudad, la plaza ha recibido también los nombres de platea superior y platea delle scaje. Esta última denominación se debía a la presencia de numerosísimas escamas (scaje en el dialecto local) de travertino que recubrían la zona durante la construcción de la iglesia de San Francesco, producidas por los canteros que trabajaban las piedras.
La plaza asumió su configuración arquitectónica actual en los primeros años del siglo XVI, cuando el gobernador Raniero de' Ranieri, llamado pelato di testa e di polso ("pelado de cabeza y muñeca"), se ocupó de su remodelación, financiada con dinero público en 1507. Este ordenó la construcción de pórticos con bóvedas de ladrillos rojizos y columnas de travertino en tres lados de la plaza para solucionar la triste situación urbana de muchas tiendas, depósitos y casas medievales en mal estado que la rodeaban.
Finalizada la construcción de la columnata, en 1509, se dio la posibilidad a los particulares de construir edificios siguiendo los espacios de las propiedades preexistentes. Cada propietario debía atenerse a unas reglas fijadas, que ordenaban la elevación de una sola planta además de la columnata manteniendo la uniformidad de la altura de los edificios, el uso de los mismos materiales (travertino para las ventanas y ladrillos rojizos para las bóvedas y las casas) y construir la misma tipología de ventana ("rodeada con tímpanos redondos y decoración de palmas", según el gusto de los maestros lombardos). Por esto se puede atribuir su diseño a Bernardino di Pietro da Carona, operario en Ascoli en esa época. Posteriormente se añadieron las almenas gibelinas.

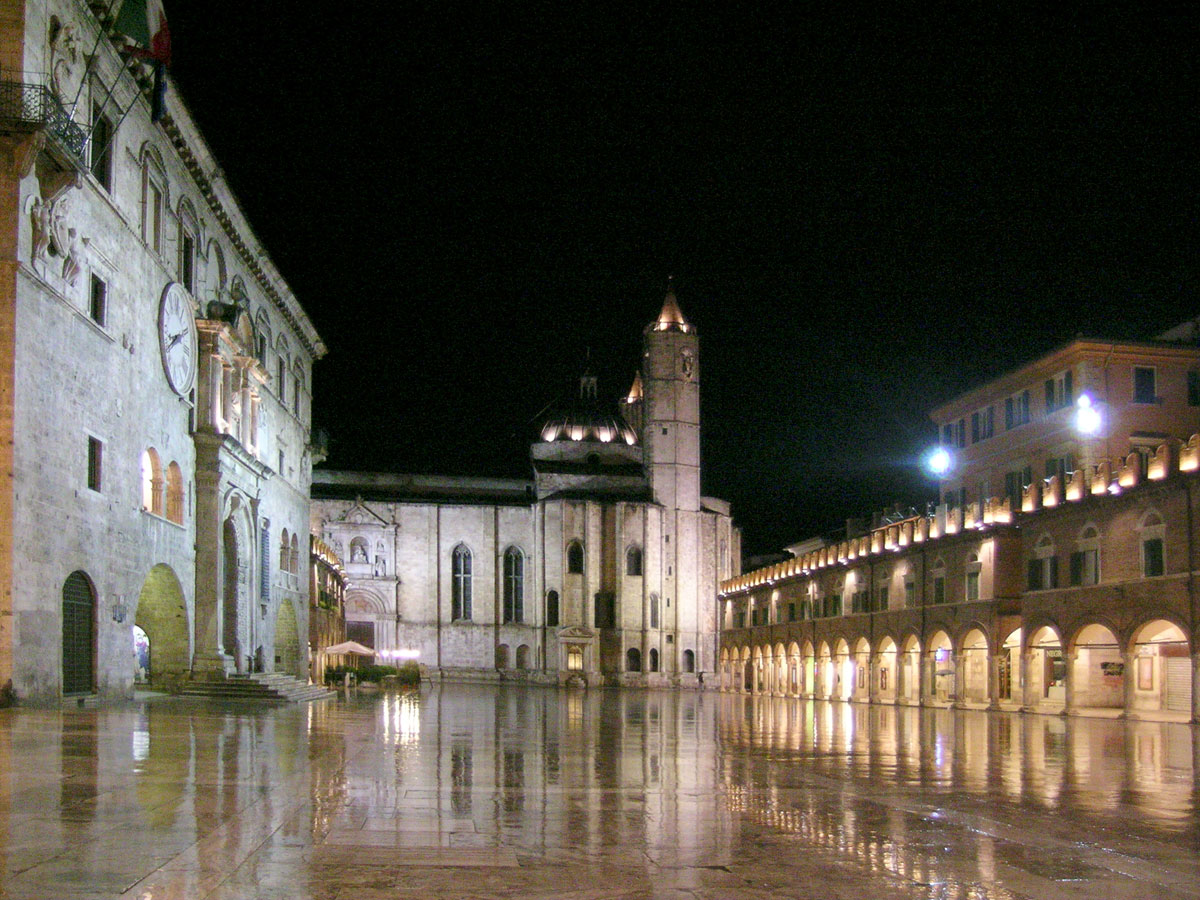
La Piazza del Popolo por la noche.

## Arquitectura
La plaza, de forma rectangular, se abre en el cruce del cardo y el decumano de la ciudad, es decir, entre el Corso Giuseppe Mazzini y Via del Trivio. Su espacio está rodeado por la poderosa fachada del Palazzo dei Capitani del Popolo, el Caffè Meletti, las ligeras formas góticas de la iglesia de San Francesco, a la que está adosada la edícola de Lazzaro Morelli. Todo el resto del perímetro está rodeado por palacetes renacentistas con pórticos y logias.
La plaza está completamente pavimentada con placas de travertino liso de apariencia clara y luminosa, que en caso de lluvia asumen un sugerente efecto de espejo.

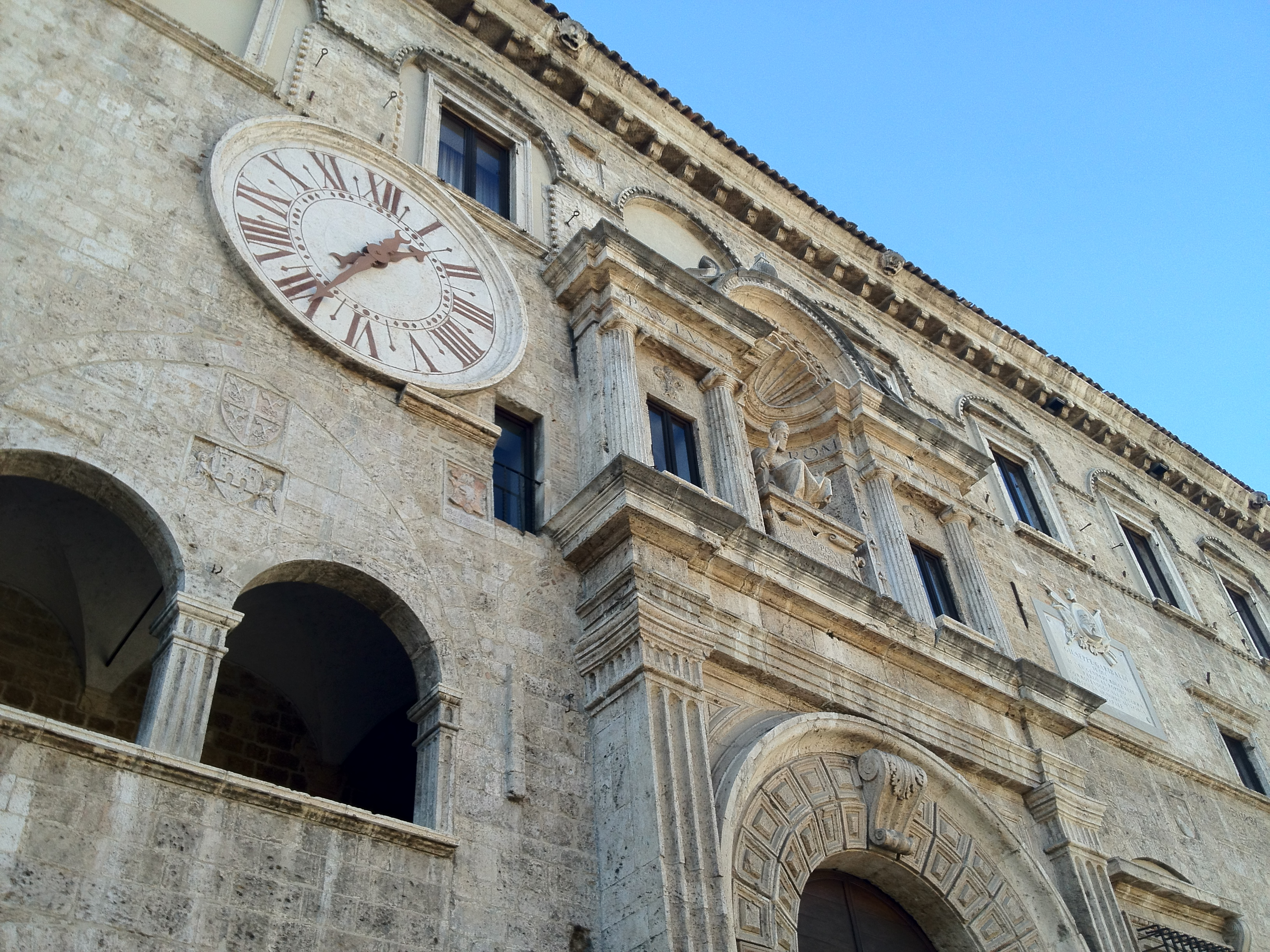
Fachada del Palazzo dei Capitani del Popolo.

## Filatelia
En 1987, su imagen se reprodujo en la serie de sellos policromos y dentados emitida por la República Italiana el 10 de octubre del mismo año y dedicada a las "Plazas de Italia". En la misma serie aparecían también la Piazza San Carlo de Turín, la Piazza dei Signori de Verona, y la Piazza Giuseppe Verdi de Palermo, entre otras.

## En los medios
Ha sido el lugar de grabación de anuncios y campañas publicitarias como por ejemplo los de Telecom y Vodafone en 2012. Desde hace algunos años su gigantografía aparece en la escenografía del programa televisivo Striscia la notizia.